# Reinhard von der Marwitz
Reinhard von der Marwitz (* 31. Mai 1946 in Bozen, Italien; † 11. September 1995) war ein deutscher Liedtextdichter, Gastronom, Unternehmer, Herausgeber, Journalist, Maler, Regisseur, Schauspieler, Kurator und LGBTIQ-Aktivist.
Er gehörte zu den Pionieren und bekannten Vertretern schwuler Kultur und Kunst in West-Berlin der 1970er und 1980er Jahre.

## Leben und Wirken
Von der Marwitz kam 1973 mit seinem Lebenspartner Gerhard Hoffmann aus München nach West-Berlin. Dort traten beide mit der Herausgeberschaft des schwulen Magazins „Schwuchtel“, ab 1975, erstmals in Erscheinung. 1977 gründeten sie das erste offen schwule Cafe „Anderes Ufer“ in der Hauptstraße (Berlin-Schöneberg) das unter anderem Namen bis heute existiert, und machten es zum ersten Cafe dieser Art in Deutschland.

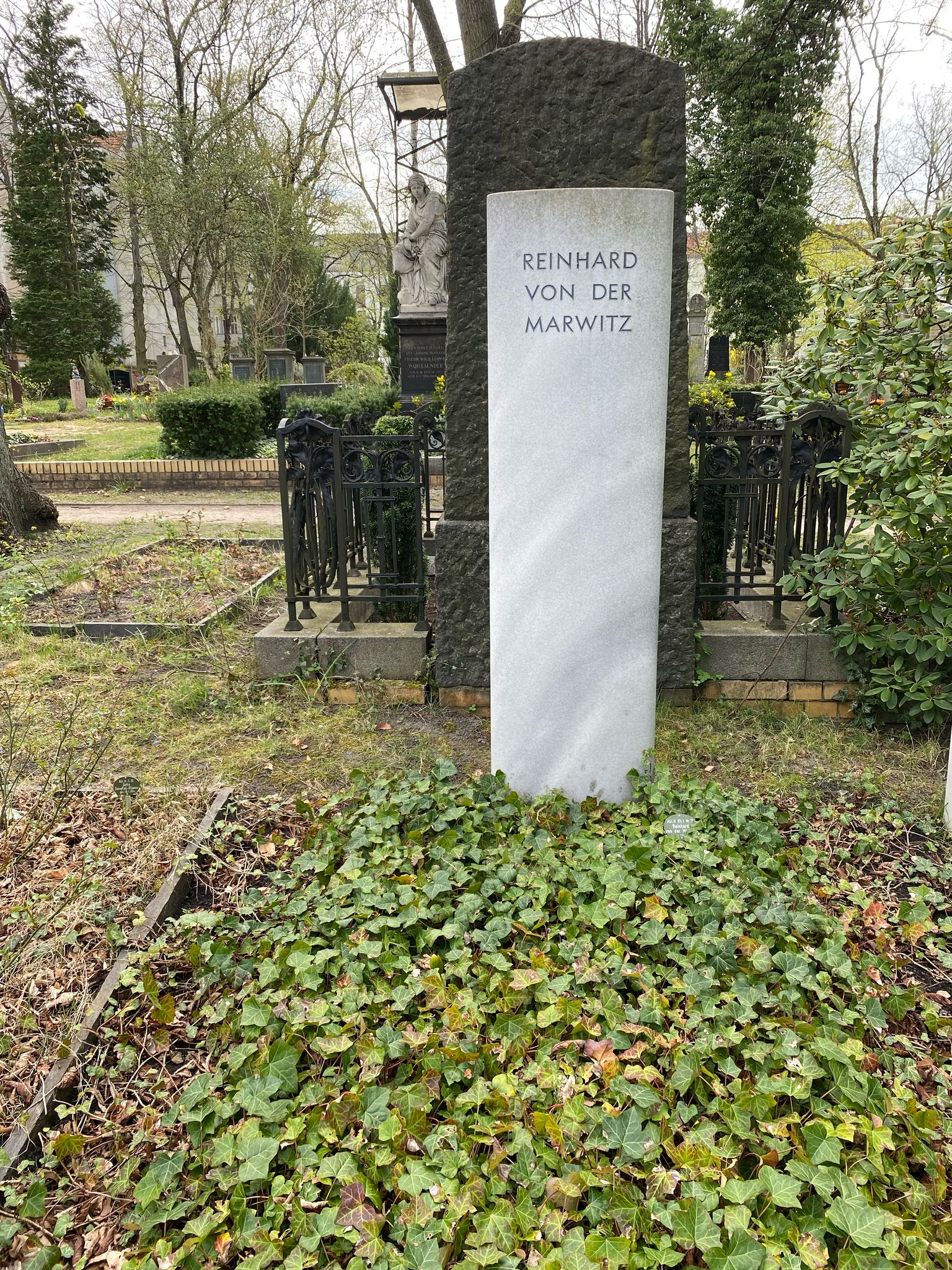
Grabstätte auf dem Alten St.-Matthäus-Kirchhof

Von der Marwitz war vielseitig tätig, so spielte er zwei kleine Rollen in Filmen, war auch als Regisseur für einen Film tätig. Er malte und stellte 1994 erstmals selbst aus, auch kuratierte er die Ausstellungen von schwulen Künstlern in dem Cafe, vor allem mit Gemälden und Fotografien. Für den Künstler, Maler und Sänger Salomé sowie für die Band Ton Steine Scherben schrieb er Texte, veröffentlichte als Journalist Texte, Kritiken und Essays in der Siegessäule und im von Hans Magnus Enzensberger herausgegeben Kursbuch, war als Geschäftsführer des Cafés auch unternehmerisch tätig. Durch die Gründung von Schwuchtel war er zudem Herausgeber und Verleger. Durch diese große künstlerische und kulturelle Vielseitigkeit gerade auf dem Feld schwuler Kultur war er gleichzeitig einer der führenden LGBTI-Aktivisten seiner Zeit in West-Berlin und in der Bundesrepublik. Auch als Autor war er an zwei Büchern beteiligt. Als Übersetzer war er für die Verse Sandro Pennas tätig. Selbst war er auch als Lyriker tätig.
Das Cafe wurde durch seine beiden Betreiber zu einem Netzwerk von Künstlern in Berlin, homosexueller und nicht homosexueller, so verkehrten dort Rio Reiser, Blixa Bargeld, Marianne Rosenberg, Nina Hagen, Corny Littmann und sogar David Bowie und Iggy Pop.
Reinhard von der Marwitz starb am 11. September 1995 im Alter von 49 Jahren. Er ist auf dem Alten St.-Matthäus-Kirchhof Berlin beigesetzt.

## Filmografie
- 1981: Freak Orlando (als Statist)
- 1981: Sehnsucht nach dem ganz anderen (Kurzfilm, Darsteller)
- 1983: Giarres (Autor, Regisseur und Produzent)

## Schriften
- Die inflationäre Struktur des Kapitalismus: das Zusammenwirken von Konzentration, Weltmarktentwicklung u. Staatsintervention am Beisp. d. BRD, 1974 (Mitautor).
- Brandenburg – Reise an den Sand eines erfundenen Meeres, 1983, (Ausstellungskatalog, verantwortlich für die Texte).